# مسعود میرسعیدی
بازی های آسیایی پکن ۱۹۹۰.jpg

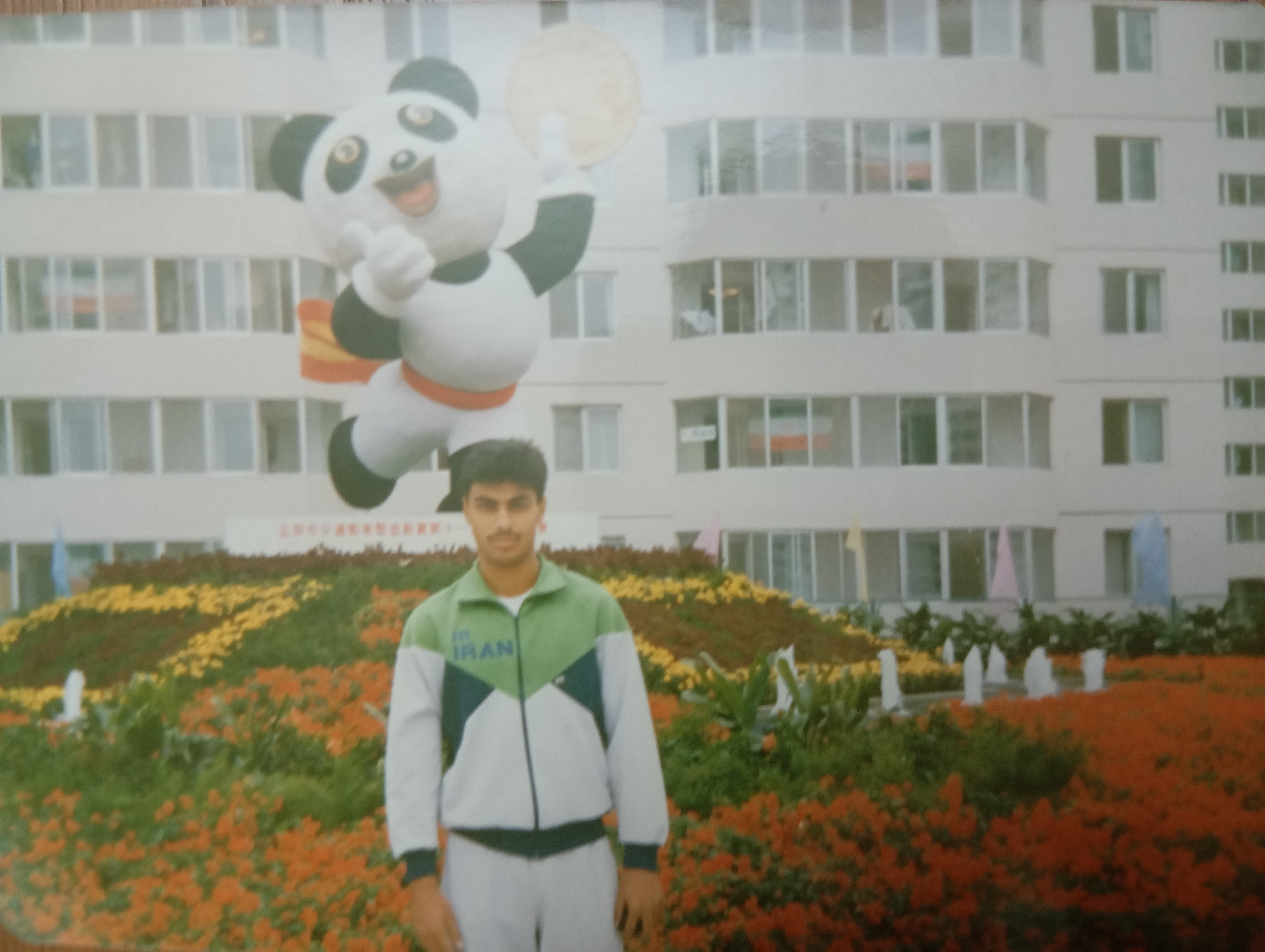

مسعود میرسعیدی عضو تیم ملی قایقرانی ایران در دوره پنجم مسابقات قهرمانی آسیا بود.

## مسابقات قهرمانی آسیا(۱۹۹۳) هیروشیما-ژاپن
تورینگ دونفره ۱۰۰۰متر- مسعود میرسعیدی و عباس توکلی- مدال برنز